# Хајдук Милка
Хајдук Милка је била кћи чувеног хајдука Стојана Ореовачког. Облачила се као мушкарац, носила је јатаган, хајдуковала и на крају је била 2 године заробљена. Када је отац најзад ослободио, отишао је у Књажевац и тамо је касније преминула.